# Velfac
VELFAC A/S er en dansk virksomhed, der producerer facadevinduer. Selskabet er en del Dovista som igen er del af VKR Holding A/S, Der ejer en lang række vinduesmærker som Velux og Rationel Vinduer. VELFAC eksporterer til flere lande og har salgskontorer i Storbritannien, Irland, Sverige og Danmark. VELFAC har tidligere haft produktion i ringkøbing, Danmark (den gammel Ribo Vinduer), men det er lukket i 2009 , i dag kommer vinduer fra Wędkowy, Polen i dag , kaldt "Window Village".
VELFAC A/S har hovedsæde i Horsens.

## Historie
Virksomheden blev etableret i 1952 som V. Kann Rasmussen & Co., der sendte de første vinduer på markedet og senere registrerede varenavnene VELUX og VELFAC. Tre år senere åbnede Leif E. Hansen tømrervirksomhed i Ølstrup nær Ringkøbing, som knapt ti år senere også begyndte at producere vinduer under navnet RIBO Vinduer A/S. Denne virksomhed blev i 1978 en del af V. Kann Rasmussen Firmagruppen. Siden er virksomheden ekspanderet i flere omgange.

## Tidslinje
- 1952: V. Kann Ramussen & Co. lancerer det første facadevindue.
- 1955: Leif E. Hansen starter en tømrervirksomhed i Ølstrup.
- 1962: VELFAC registreres som varemærke.
- 1963: RIBO Vinduer etableres.
- 1978: RIBO Vinduer bliver en del af VKR gruppen.
- 1985: VELFAC 200 vinduet kommer i produktion.
- 1992: Virksomheden skifter navn til VELFAC A/S.
- 1994: VELFAC 400 introduceres.
- 2003: VELFAC VinduesHuset i Horsens og Ringkøbing åbnes.
- 2004: VELFAC VindueMester introduceres.
- 2008: VELFAC opfører aktiv huset Bolig for livet sammen med VELUX. Et enfamiliehus der producerer mere strøm end det forbruger.
- 2009: VELFAC 200i og VELFAC 400i vinduer introduceres.
- 2010: VELFAC 200 Helo® vinduer, terrassedøre og skydedøre - et energieffektivt kompositvindue introduceres på det danske marked
- 2011: VELFAC Ribo vinduet, specielt udviklet til vinduesudskiftning i parcelhuse fra 1960erne til 1980erne lanceres i Danmark.
- 2012: VELFAC 200 Helo® vinduer, terrassedøre og skydedøre introduceres på det engelske, tyske og svenske marked
- 2012: VELFAC Ribo vinduer og terrassedøre introduceres på det engelske marked

## Villum Kann Rasmussen Fonden
Fonden der er stiftet af grundlægger Villum Kann Rasmussen i 1971 har til formål at yde støtte til opgaver inden for videnskabelige, kulturelle, kunstneriske og sociale formål. Fonden uddeler hvert år et legat til teknisk og naturvidenskabelig forskning. Der kan ikke ansøges om legatet – det uddeles på baggrund af eget initiativ.